# 의창로
의창로 (Uichang-ro)는 경상북도 포항시 북구 흥해읍 용전교차로에서 북구 흥해읍 북구 흥해읍 옥성교차로를 잇는 도로이다.

## 주요 경유지
경상북도
- 포항시 북구 (흥해읍)

## 노선
| 이름                 | 접속 노선 | 소재지 | 소재지      | 비고 |
| -------------------- | --------- | ------ | ----------- | ---- |
| 용천 교차로          | 동해대로  | 포항시 | 북구 흥해읍 |      |
| 용전 교차로          | 용전길    | 포항시 | 북구 흥해읍 |      |
| 복송 교차로 (복송교) | 신흥로    | 포항시 | 북구 흥해읍 |      |
| 옥성 교차로 (옥성교) | 동해대로  | 포항시 | 북구 흥해읍 |      |